# Basilica di Santa Maria in Trastevere
La basilica di Santa Maria in Trastevere è il più importante luogo di culto cattolico del rione Trastevere a Roma, sede dell'omonima parrocchia, ed è situata in piazza di Santa Maria in Trastevere.

## Storia
La basilica, secondo la tradizione, venne fondata da papa Callisto I (217-222), nel luogo in cui dal terreno sgorgò dell'olio, e compiuta da Giulio I (337-352).
Durante l'VIII e il IX secolo, vennero aggiunte le navate laterali, risistemato il presbiterio e scavata la confessione, nella quale furono poste le spoglie di alcuni martiri tra cui quelle di san Callisto, fondatore della basilica.
La struttura architettonica attuale risale alla ricostruzione effettuata nel 1138-1143, con materiale in parte di spoglio proveniente dalle Terme di Caracalla, e voluta da papa Innocenzo II (1130-1143). Il pontefice non riuscì a vedere il compimento e la decorazione della basilica, ma lasciò, tuttavia, i mezzi economici necessari per condurre a termine i lavori.
Nel XVI secolo, il cardinale austriaco Marco Sittico Altemps fece realizzare la Cappella della Madonna della Clemenza e alcune di quelle laterali su progetto di Martino Longhi il Vecchio.
Nel 1702, papa Clemente XI fece riedificare il portico e modificare la facciata su progetto di Carlo Fontana.
Durante il pontificato di Pio IX, tra il 1866 ed il 1877, la chiesa fu sottoposta ad un articolato restauro per opera dell'architetto Virginio Vespignani.

## Descrizione

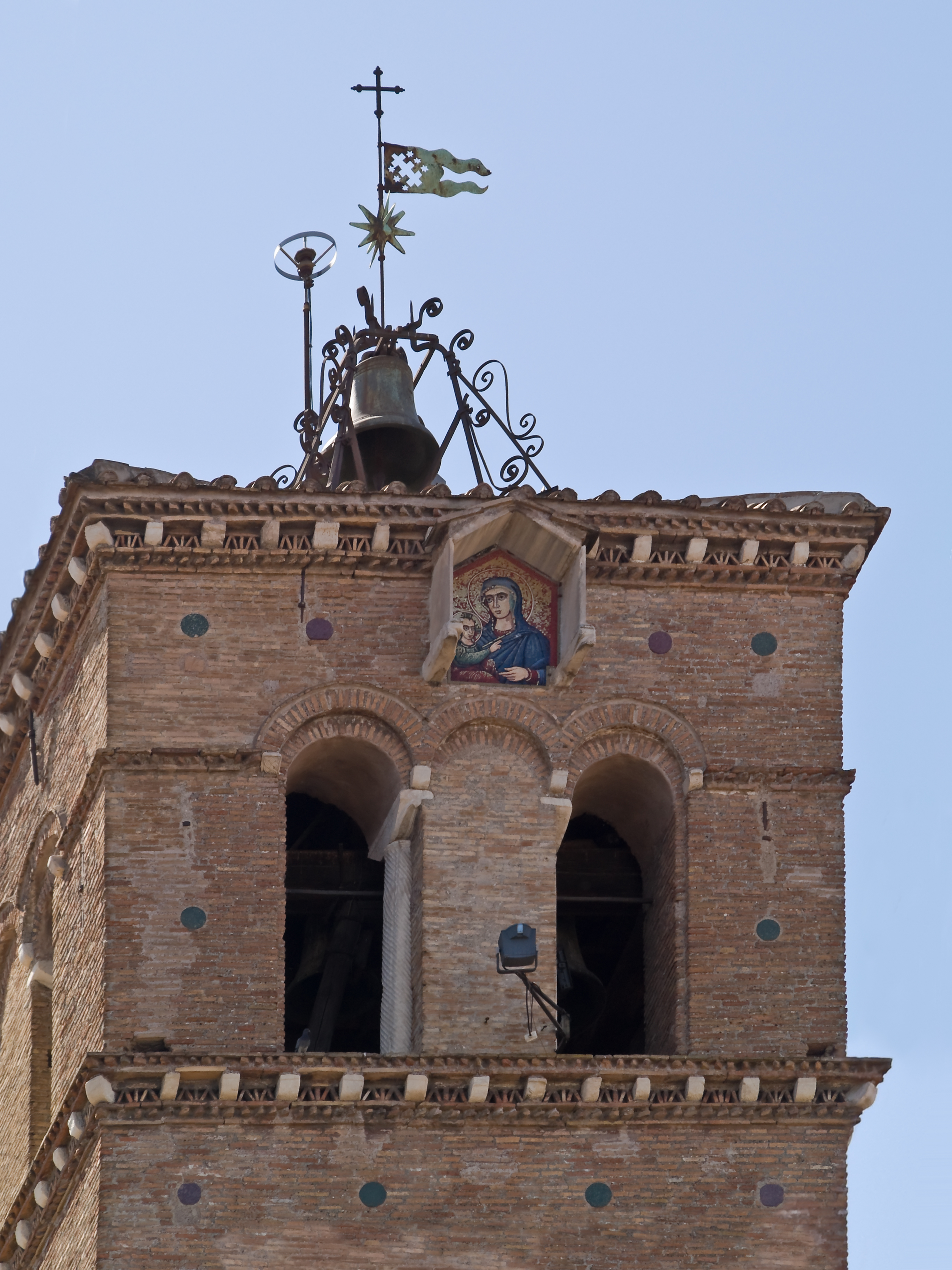
Madonna col Bambino, sulla sommità del campanile.

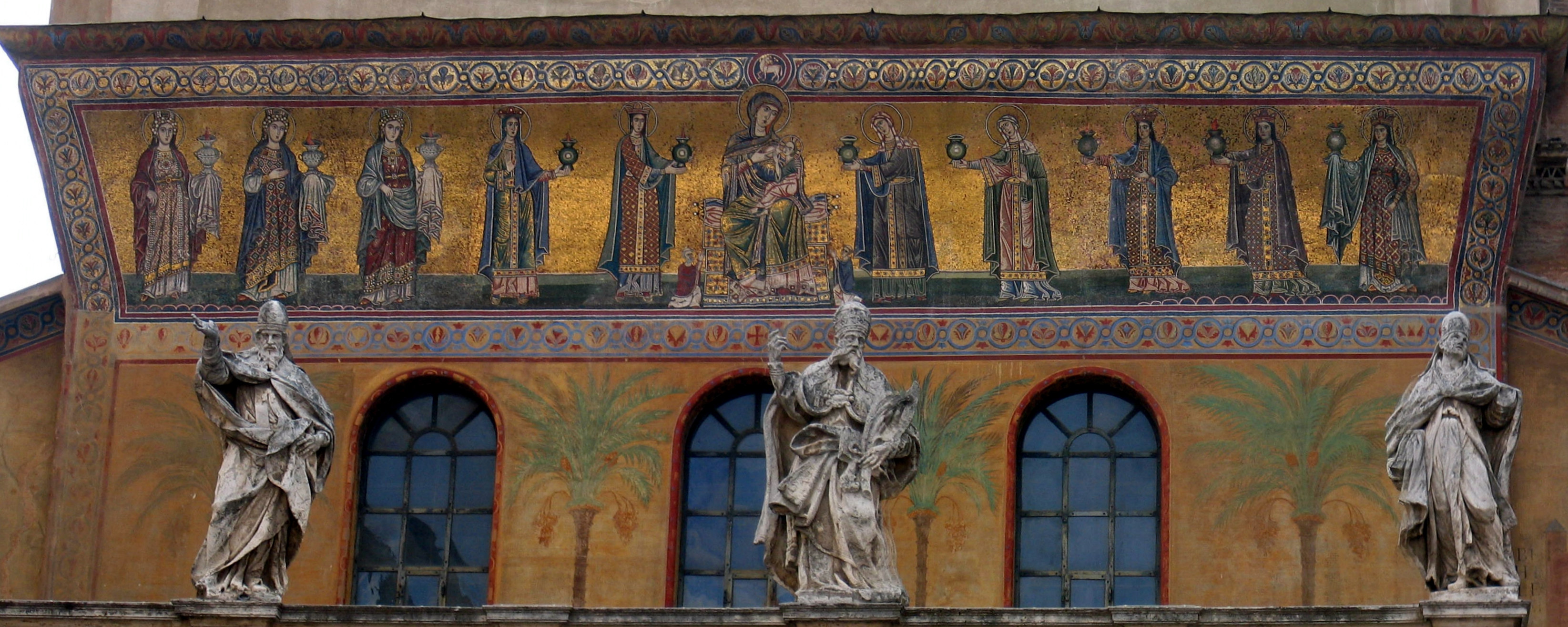
Mosaici sulla facciata.

### Esterno e portico
La facciata a salienti, preceduta dal portico progettato da Carlo Fontana (1702), conserva nella parte superiore un mosaico del XIII secolo in cui Maria in trono che allatta il Bambino è affiancata da dieci donne recanti lampade.
Sulla sommità del campanile romanico, si vede, in una nicchia, un mosaico raffigurante la Madonna col Bambino.

### Interno
All'interno, a tre navate su colonne ioniche e corinzie architravate, si notano il bel soffitto ligneo, disegnato da Domenichino (autore anche dell'Assunzione al centro) e alcune pitture risalenti al restauro del XIX secolo, sotto papa Pio IX. Nella prima cappella della navata destra si trova Santa Francesca Romana di Giacomo Zoboli mentre nella seconda cappella la Natività di Étienne Parrocel. La quarta cappella era dedicata a San Federico di Utrecht e nel 1651, quando titolare della basilica era il cardinal Federico Corner (1579-1653), iniziarono i lavori di sistemazione: la pala d'altare fu dipinta sempre nel 1651 da Giacinto Brandi e raffigura il martirio di San Federico; il quadro è conservato nell'ufficio del parroco dal XVII secolo per proteggerlo dall'umidità. Nella cappella vi era una copia del dipinto realizzata da Arcangelo Spagna, allievo del Brandi.
La cappella frontale destra, detta di Strada cupa o, anche, cappella del coro d'inverno, conserva all'altare maggiore la Madonna di strada cupa attribuita a Perin del Vaga, discepolo di Raffaello Sanzio; sul lato destro è collocata la Fuga in Egitto di Carlo Maratta.
Nel transetto sinistro, la pala d'altare è il Martirio dei Santi Filippo e Giacomo di Jacopo Palma il Giovane. Nel transetto sono collocati i monumenti funebri dei cardinali Pietro Stefaneschi (1417) e Philippe d'Alencon.
La quinta cappella della navata sinistra è la cappella Avila, con stucchi in stile barocco di Antonio Gherardi (1680); la pala d'altare è San Girolamo sempre di Antonio Gherardi. Tra la quarta e la terza cappella v'è la tomba di Innocenzo II opera dell'architetto Virginio Vespignani che tra il 1866 e il 1877 eseguì un restauro stilistico della chiesa. Nella terza cappella, di San Francesco, ceduta al patronato di Francesco Ardizi dal 1591, le decorazioni sono opera di Ferraù Fenzoni, realizzate tra il 1591 e il 1593. Gli affreschi raffigurano una scena della vita di San Francesco nella lunetta, figure di Apostoli nei sottarchi, Padri della Chiesa nei pennacchi e Dio padre in gloria con Angeli al centro della volta. La pala d'altare con le Stimmate di San Francesco, la cui figura del protagonista appare vicina a quella del Barocci nella pala per i Cappuccini di Urbino (ora alla Galleria Nazionale delle Marche), del 1594-95, potrebbe anche essere posticipata di qualche anno.
Tra le altre opere d'arte si segnala l'icona della Madonna della Clemenza o Madonna Theotókos, preziosissimo esemplare risalente forse al VI secolo (ma alcuni storici suppongono all'VIII), dalla rigida frontalità e i colori smaglianti messi in relazione con il primo strato di affreschi della chiesa di Santa Maria Antiqua. La cappella Altemps risale alla fine XVI secolo.
La basilica ospita le reliquie di san Giulio I e le salme di san Callisto I e Innocenzo II.

### Mosaici del presbiterio
Nella conca dell'abside si può ammirare un mosaico bizantineggiante raffigurante la Vergine e Cristo assisi sullo stesso trono (XII secolo), ornato, nella parte inferiore, da Storie della Vergine, sempre a mosaico, opera di Pietro Cavallini (1291) in cui si evidenzia una nuova sensibilità pittorica attenta alla plasticità delle figure. Al 1140-43 risalgono i mosaici nell'arcone di fondo: i profeti Geremia e Isaia, il tetramorfo (i simboli dei quattro Evangelisti), i sette candelabri dell'Apocalisse di Giovanni fra i quali sta una croce dorata con l'Alfa e Omega (in corrispondenza, sull'intradosso dell'arcone, è visibile il Monogramma di Cristo). Nel catino si trovano i mosaici raffiguranti Cristo che incorona la Vergine (entrambi in trono, secondo un'iconografia bizantina) con, sulla sinistra, Innocenzo II con il modellino della basilica; sopra, il Padiglione dell'Empireo con la mano dell'Eterno che incorona il Figlio; sotto, le 12 pecorelle (gli Apostoli) e l'Agnello mistico (Agnello di Dio)===
Secondo un'accreditata ipotesi (Ernst Kitzinger) l'iconografia del catino absidale è probabilmente allusiva alla grande processione che nel Medioevo si teneva a Roma la notte dell'Assunta. In questa occasione l'icona acheropita del Salvatore dal Laterano veniva solennemente condotta a Santa Maria Maggiore, al cospetto della celebre icona della Salus populi romani. Quasi un abbraccio tra Madre e Figlio. La processione peraltro prevedeva una tappa intermedia presso un'altra importante chiesa mariana, Santa Maria Nova presso il Foro romano (attuale Santa Francesca Romana). Anche qui vi era un incontro tra icone, custodendo anche questa chiesa una venerata immagine della Vergine. Ed è forse proprio questa seconda icona che fa da modello alla raffigurazione della Vergine nel mosaico trasteverino. La tesi di Kitzinger è basata, oltre che su assonanze stilistiche tra la decorazione musiva e le citate icone (specie tra il volto di Cristo del mosaico e l'acheropita lateranense), sul fatto che entrambe le figure centrali del mosaico hanno in mano dei cartigli con passi del Cantico dei Cantici. È documentato che durante la processione dell'Assunta si cantassero (come ancora oggi) antifone e sezioni da questo Libro della Bibbia.

### Organi a canne

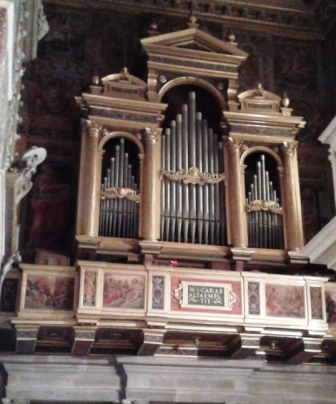
Organo Testa in S.M. in Trastevere in Roma

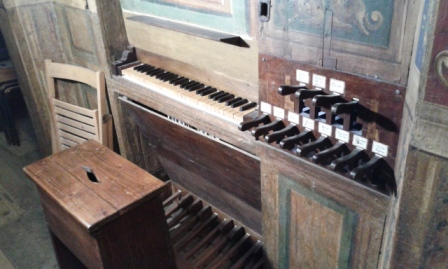
Consolle a finestra dell'Organo Testa in S.M. in Trastevere in Roma

Nel transetto, in ampie cantorie gemelle splendidamente intagliate e dorate con cassa e prospetto e tre campate risalenti al XVI secolo, sono posti due interessanti strumenti di epoche e concezioni assolutamente diverse tra loro.
In cornu Epistulae trova posto un organo del 1702 costruito dall'organaro romano Filippo Testa in sostituzione di un precedente strumento cinquecentesco del veneto "Venerio de Legge". È dotato di un'unica tastiera di 53 note con prima ottava corta e pedaliera a leggio di 17 note unita al manuale e senza registri propri.
In cornu Evangelii c'è un organo del 1911 della casa francese Mutin Cavaillé-Coll. È dotato di due manuali di 56 note e pedaliera dritta di 27.

## La basilica in letteratura
La chiesa antica, biografia romanzata di papa Innocenzo II di Carlo Emilio Gadda, si riferisce proprio alla basilica di Santa Maria in Trastevere, che Innocenzo II stesso fece ricostruire. Il racconto, caratterizzato da toni spesso giocosi e popolani (Gadda usa anche i vari dialetti, secondo la sua prassi stilistica), andrà poi a confluire nella raccolta Il castello di Udine.

## Galleria d'immagini

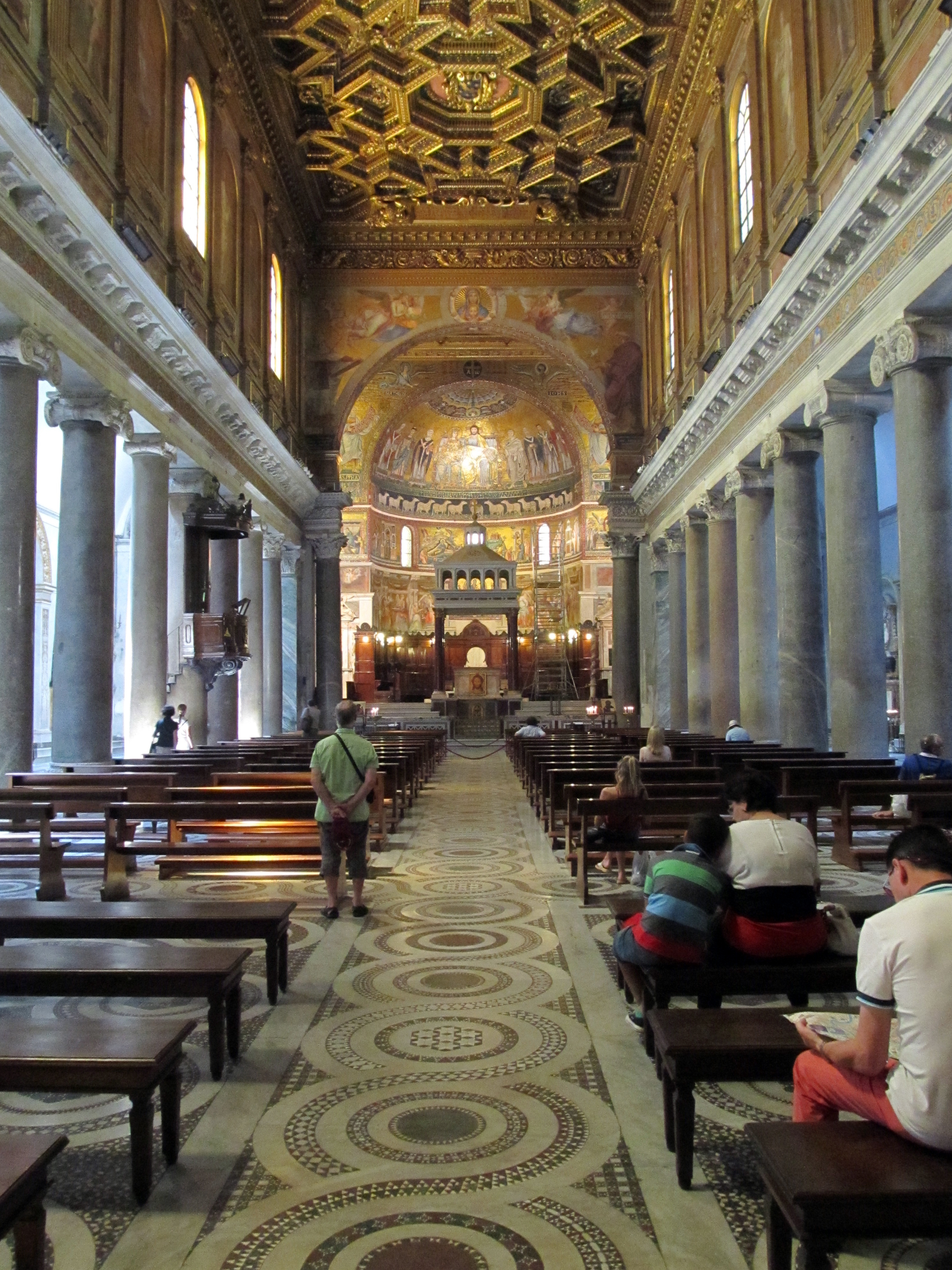
Interno della chiesa
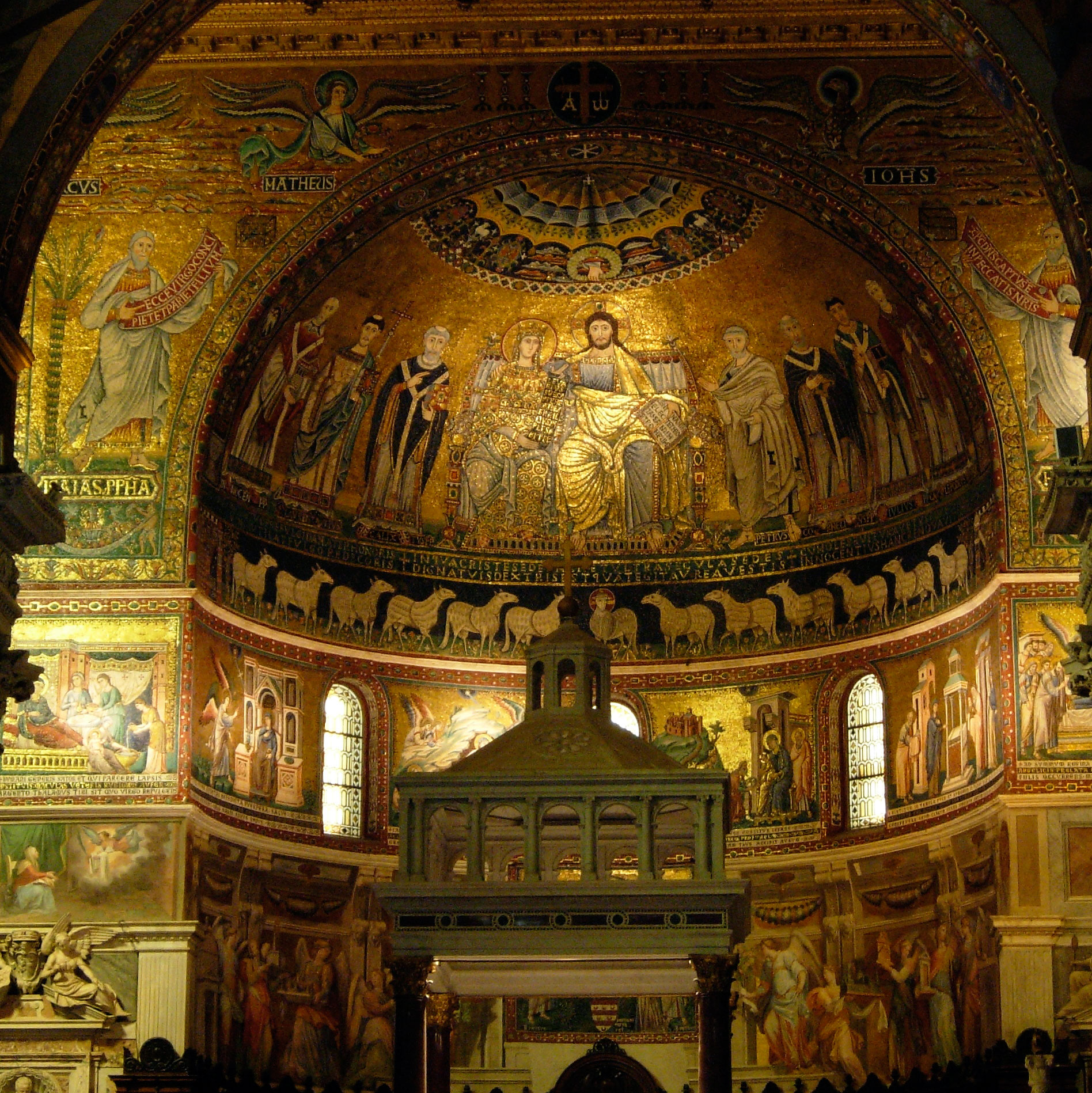
Dettaglio dell'abside
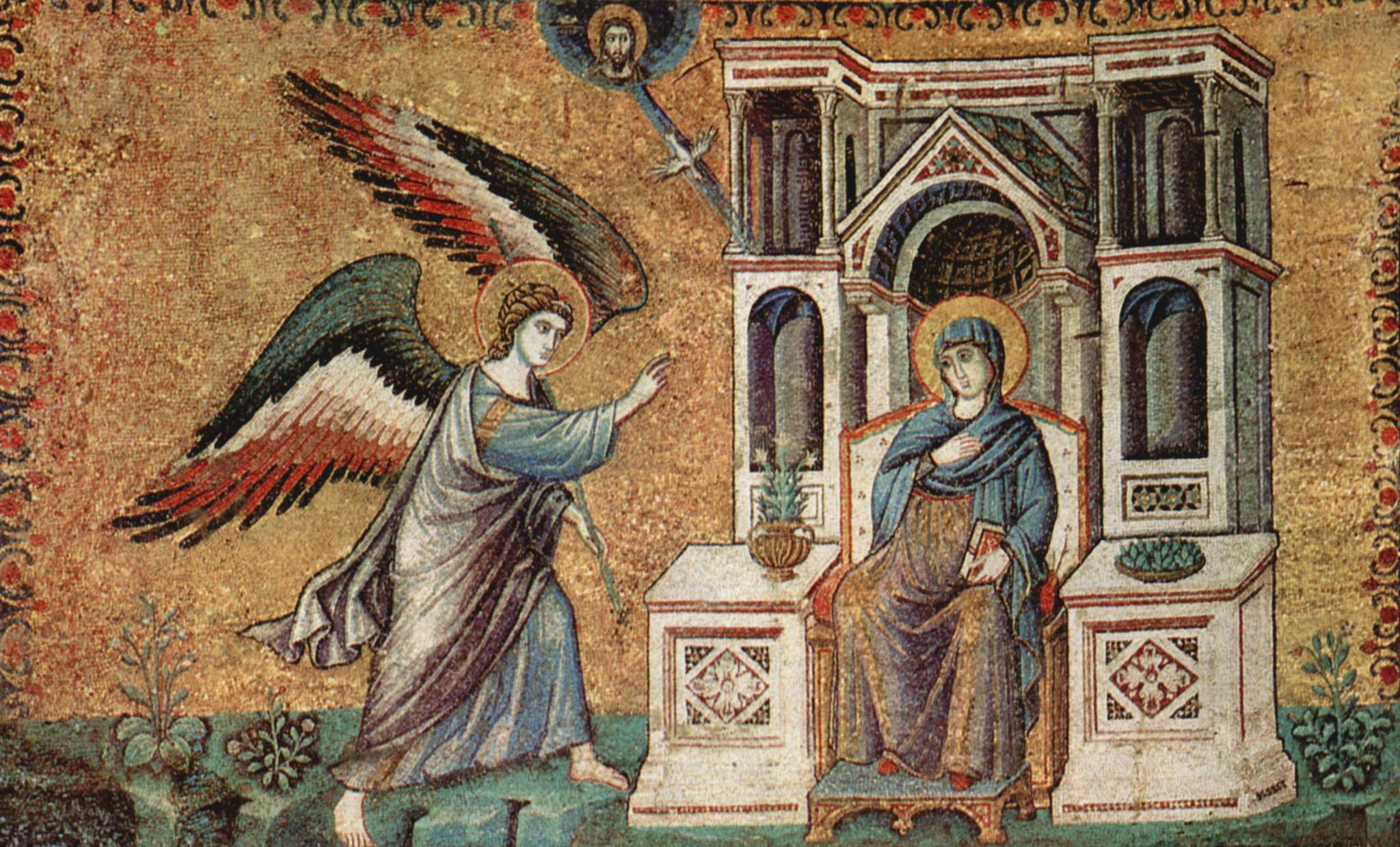
Pietro Cavallini, mosaico dell'Annunciazione, 1291.
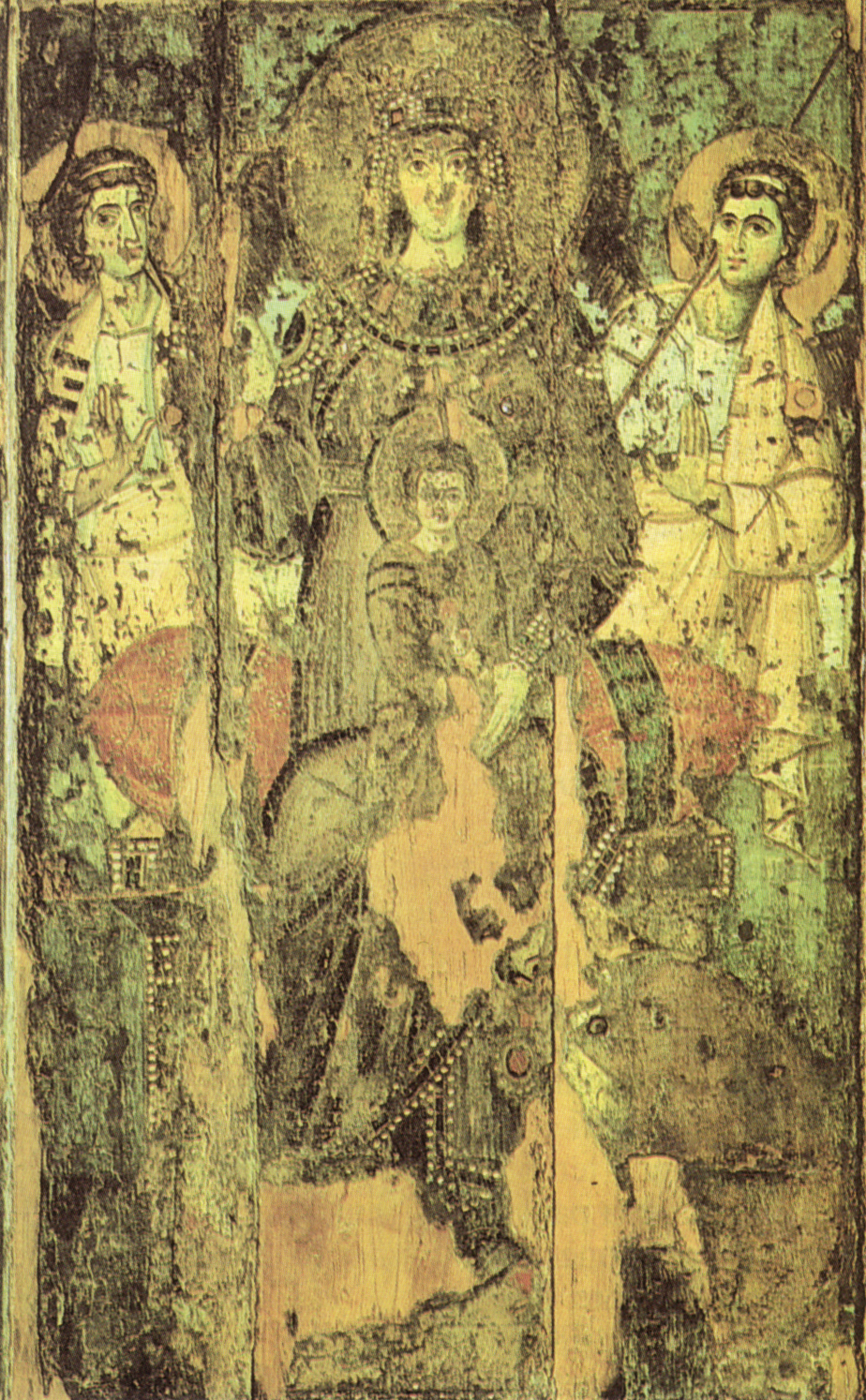
La Madonna Theotokos
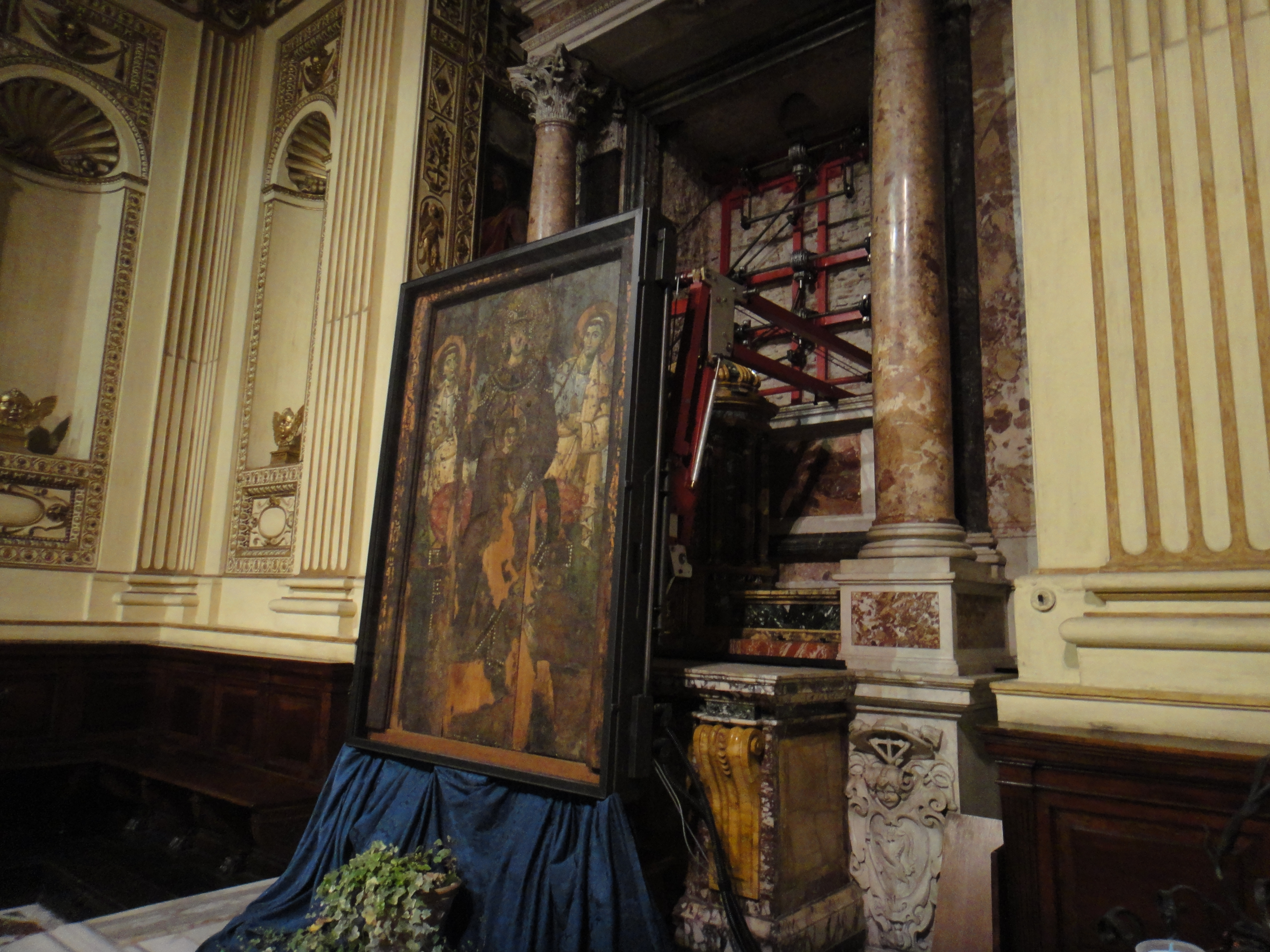
Il meccanismo della Madonna della Clemenza aperto
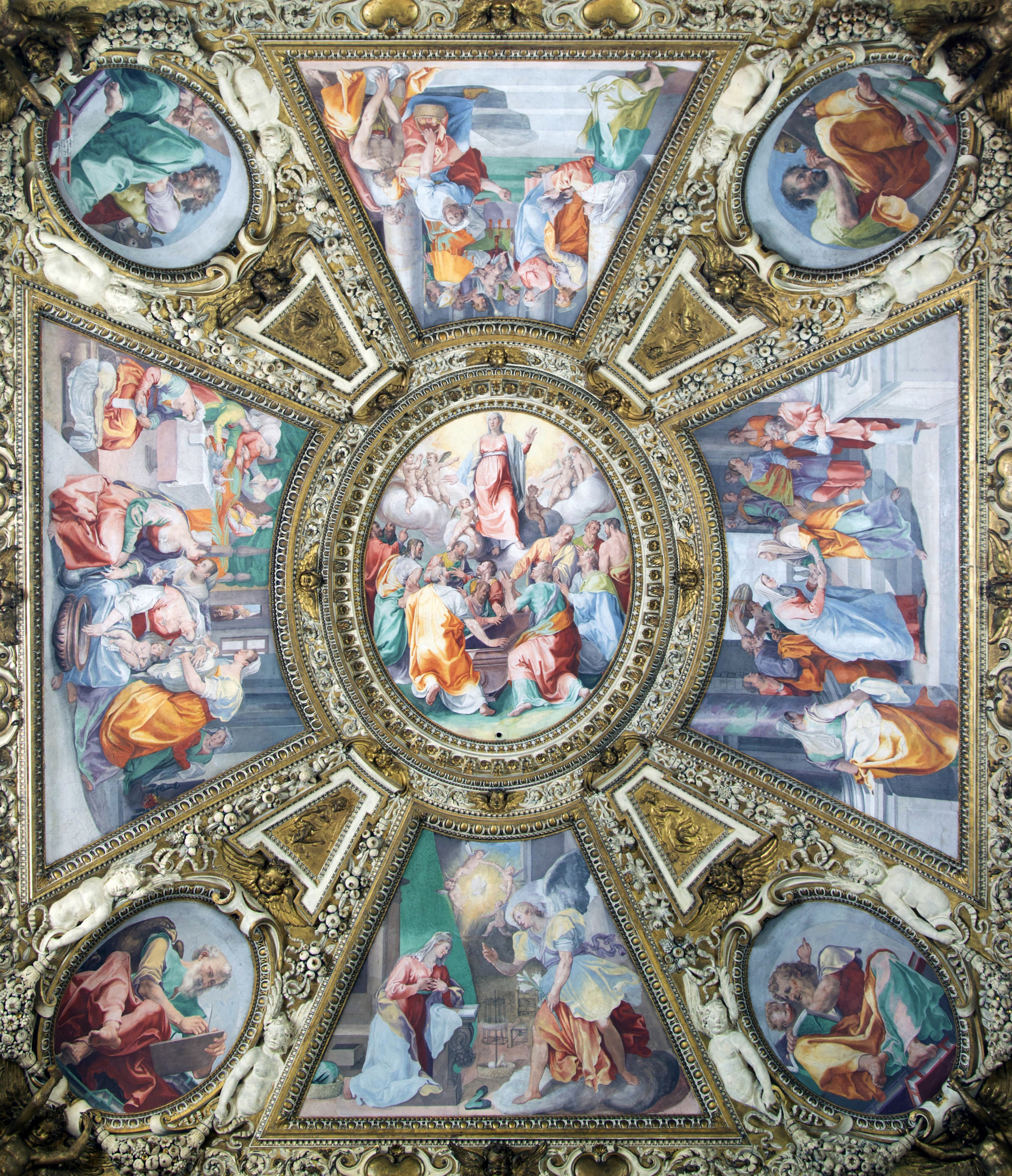
Volta della Cappella Altemps
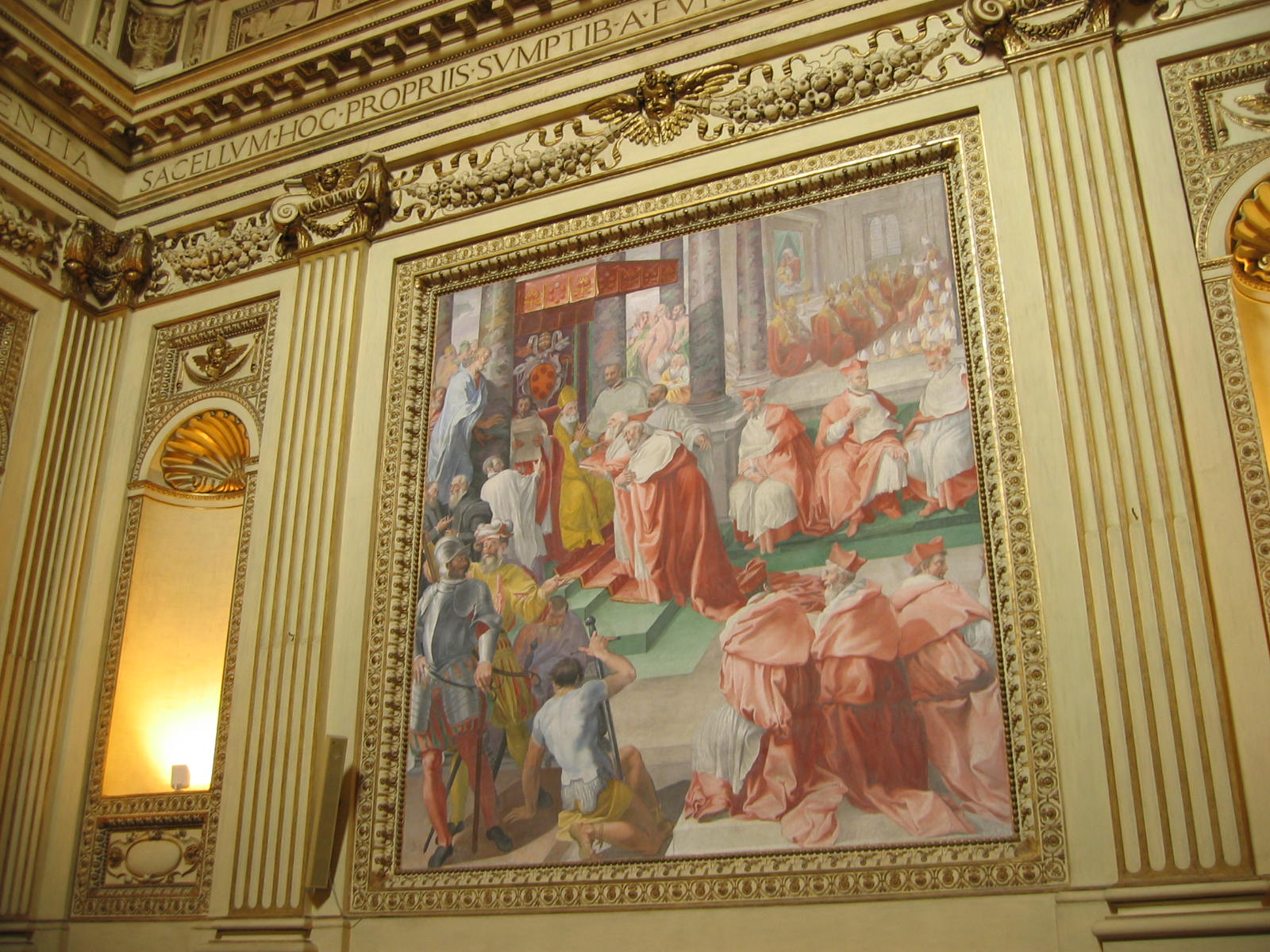
Dipinto nella Cappella Altemps
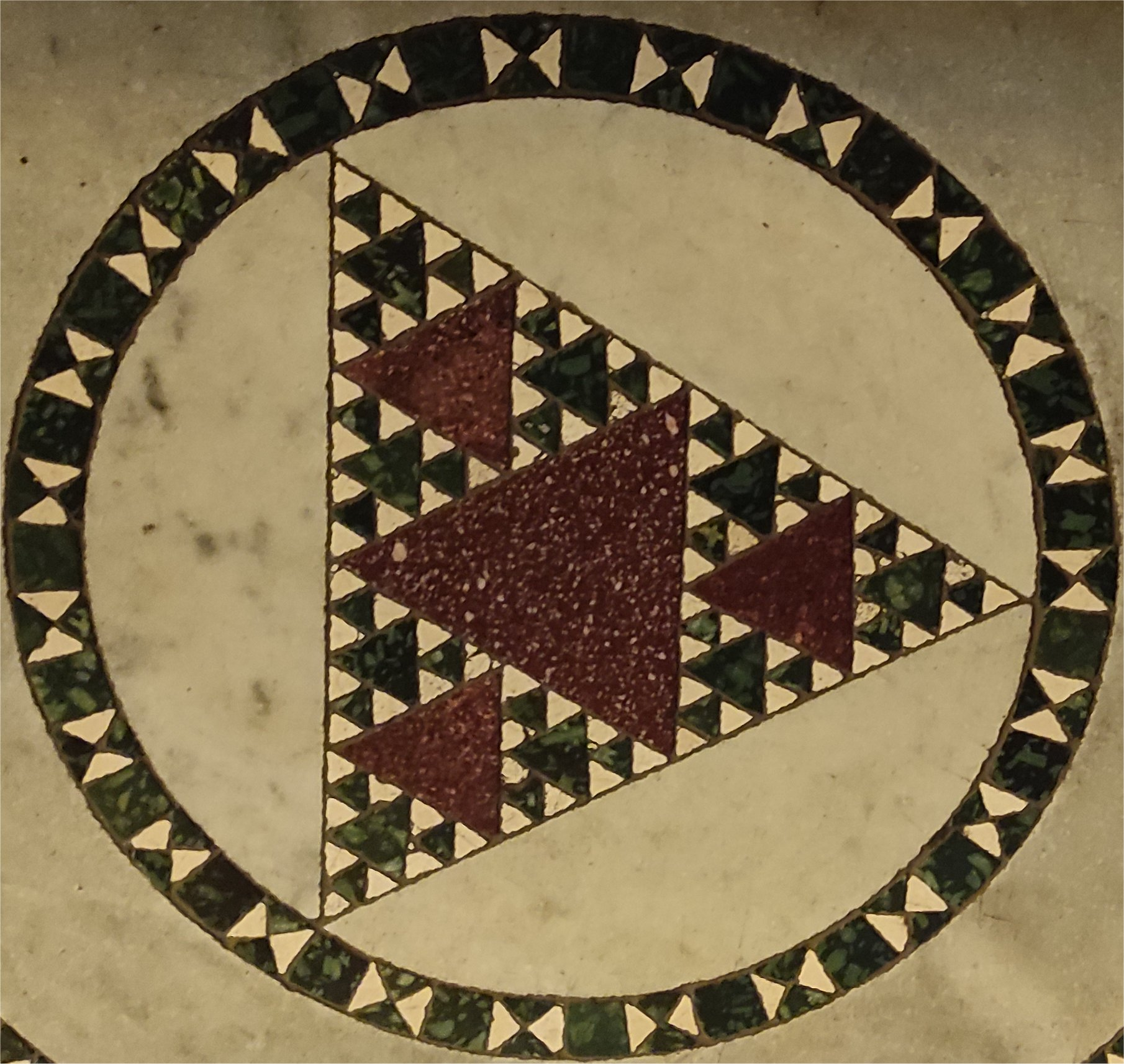
Anticipazione del triangolo di Sierpinski, particolare del pavimento
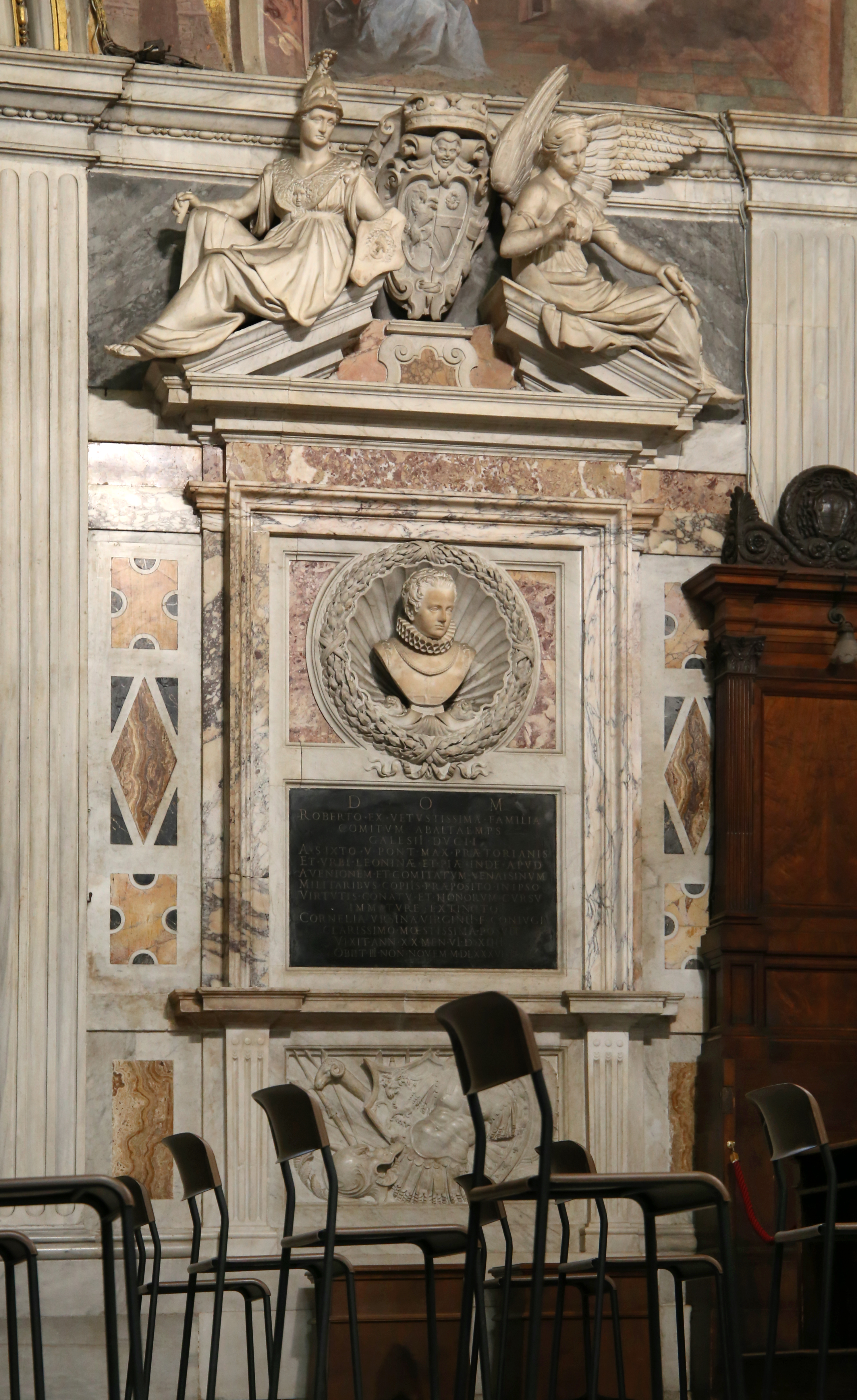
Monumento funebre di Roberto d'Altemps